# پروانه (مجموعه تلویزیونی)
پروانه یک مجموعهٔ تلویزیونی ایرانی به نویسندگی و کارگردانی جلیل سامان و تهیه‌کنندگی منصور سهراب‌پور است که از ۲۶ فروردین تا ۲۳ اردیبهشت ۱۳۹۲ در ۱۸ قسمت از شبکه سه سیما پخش شده‌است. این مجموعه مقطعی از فعالیت سازمان مجاهدین خلق در سال‌هایی دهه ۱۳۵۰ و تغییر گرایش در میان برخی اعضای آن را به تصویر می‌کشد. نخستین قسمت مجموعه، در ۲۶ فروردین ۱۳۹۲، پخش شد.

## خلاصه داستان
قصه مجموعه در اواخر دهه پنجاه می‌گذرد و روایتگر داستان جوانی است که در سال‌های دهه پنجاه با گروهی مبارز همراه شده و زندگی پرحادثه‌ای را تجربه می‌کند…

## بازیگران
- حامد کمیلی درنقش امیر
- سارا بهرامی درنقش پروانه
- سپیده خداوردی درنقش نرگس
- نیما رئیسی درنقش نادر
- قطب‌الدین صادقی
- الهام چرخنده درنقش عاطفه
- شهرام عبدلی
- متین ستوده
- فرشید نوابی
- داوود فتحعلی‌بیگی
- بهنام قربانی
- علیرضا ناصحی
- الهه خادمی درنقش اشرف
- شیوا خسرومهر
- هدایت هاشمی
- علی عامل هاشمی
- مهدی سلوکی

## عوامل تولید
- نویسنده و کارگردان: جلیل سامان
- تهیه‌کننده: منصور سهراب‌پور
- سایر بازیگران: فرشید نوابی، داود فتحعلی بیگی، علی عامل هاشمی، بهنام قربانی، الهام خادمی
- مدیر تصویربرداری: محمد افسری
- تدوین: رضا بهارانگیز
- موسیقی:فرید سعادتمند
- مدیران تولید: ناصر ریحان صفت و شهاب علی بخشی
- جانشین تولید: عباس نصرا...
- طراحان صحنه: بهزاد کزازی، محسن نوروزی، اصغرنژاد ایمانی، پیام حسین سوری
- طراح لباس: مه‌لقا ناقد
- طراح گریم: جلال الدین معیریان
- مدیرصدابردار: جواد مقدس
- صدا گذاری و ترکیب صدا:آرش قاسمی
- برنامه‌ریز: سیدبهمن حسینی
- دستیار اول کارگردان: امیر سلیمانی
- منشی صحنه: آتوسا شاسیاه
- جلوه‌های ویژه میدانی: محسن روزبهانی –رضا ترکمان
- جلوه‌های ویژه بصری: محمد نبوتی
- خواننده تیتراژ: مانی رهنما
- شاعر: عبدالجبار کاکایی
- سازنده تیتراژ: شهاب الدین نجفی
- سازنده آنونس: امیر مسعود آقا باباییان